# Julio Argentino Roca
Alejo Julio Argentino Roca Paz, född 17 juli 1843 i San Miguel de Tucumán, död 19 oktober 1914 i Buenos Aires, var en argentinsk general och ämbetsman som tjänstgjorde som Argentinas 8:e och 13:e president, under perioderna 12 oktober 1880 – 12 oktober 1886 och 12 oktober 1898 – 12 oktober 1904. Roca tillhörde "1880-talets generation", en argentinsk elit som styrde landet från 1880 fram till 1916, och är mest känd som en av de tongivande strategerna för Argentinas erövring av öknen.
Under Rocas två mandatperioder som president skedde viktiga förändringar med stort fokus på infrastruktur: utbyggnad av järnvägar och hamnar samt utökade investeringar från utlandet, framförallt från Storbritannien. Hans tid vid makten kännetecknades av stor immigration från södra Europa och en kraftig utökning av Argentinas lantbruk. Rocas viktigaste utrikespolitiska fråga var att fastställa gränsen mot Chile, som inte definierats ordentligt. Roca utnyttjade därför tillfället, när Chile deltog i Stillahavskriget 1881 mot Peru och Bolivia. För att inte tvingas kriga på två fronter fick Chile tillmötesgå Argentina med ett fördrag som gav Argentina ytterligare territorium vid gränsen.

## Uppväxt och militär karriär
Roca föddes 1843 i San Miguel de Tucumán, en stad i nordvästra Argentina, i en eminent familj. Han studerade vid det "Nationella Kollegiet" i Concepción del Uruguay i provinsen Entre Rios. Den 19 mars 1858, gick Roca med den Argentinska konfederationens armé när han var bara 14 år, och stred därefter som officer i konflikten mellan Buenos Aires och de inrikes provinserna, först på provinsernas sida, därefter på huvudstadens. Mellan 1865 och 1870 deltog Roca i Trippelallianskriget mot Paraguay och steg följaktligen i officersgraderna till överste i kriget mot Ricardo López Jordáns revolt i Entre Rios. Roca stred därefter även mot den rebelliske generalen José M. Arredondo som han besegrade i slaget vid Santa Rosa. Dessa militära framgångar ledde till att presidenten Nicolás Avellaneda befordrade Roca till general. Roca såg armén som ett betydande instrument för att ena den splittrade nationen, och det sades att hans erfarenhet i armén breddade hans förståelse av Argentina och den provinsiella överklassen.

## Tidig politisk karriär
Under Avellanedas presidentskap blev Roca år 1878 krigsminister och fick i uppdrag att förbereda en militärkampanj för att få slut på oroligheterna i gränsprovinserna. En tidigare kampanj under Adolfo Alsina, Rocas företrädare, hade redan misslyckats. Flertalet inhemska ursprungsstammar försvarade våldsamt sina traditionella territorier genom regelbundna attacker på bosättningar då hästar och nötkreatur togs, och även kvinnor och barn som blev slavar eller giftes bort genom tvångsgifte till krigarna. Alsinas tidigare strategi hade varit att konstruera en defensiv linje av mindre fort genom Buenos Aires (provins). Roca däremot ansåg att det enda sättet att slutgiltigt få attackerna att upphöra var att staten tog kontroll över all mark fram till Río Negro och att de inhemska befolkningarna skulle dämpas eller utvisas. Hans kampanj blev känd som Argentinas erövring av öknen. De utvidgade landområdena i gränsprovinserna gav även Argentina en förbättrad strategisk position mot Chile.
Roca använde sig av en 'tentakelstrategi' med vågor bestående av 6000 man stora kavalleriförband med utgångspunkterna Mendoza, Córdoba, Santa Fé och Buenos Aires, som effektivt gjorde två större insatser i provinserna, i juli 1878 och april 1879, vilka ledde till att flera hundra gisslan med europeiskt ursprung frisläpptes. Dock även 1 313 döda och 15 000 tillfångatagna från de inhemska indianstammarna.

## Första presidentskapet
I mitten av 1879, efter Alsinas död, var Roca den naturliga arvvingen att ta över ledarskapet för det 'Nationella självständighetspartiet' som letts av Nicolás Avellaneda (1874–1880). Han nominerades som kandidat av Cordobas guvernör Miguel Celman och i Buenos Aires av doktor Eduardo Wilde. Följaktligen fick han snabbt stöd av de flesta guvernörerna och stod den 11 april 1880 som presidentkandidat och vann en stark seger i alla provinser förutom Buenos Aires och Corrientes. Den 13 juni sammanträdde elektorskollegiet och valde Roca till president samt Francisco Bernabé Madero till vicepresident. I Buenos Aires (provins) var människor dock mycket missnöjda med detta utslag och en statskupp förbereddes. Fyra dagar senare påbörjades strider mot Roca, som avslutades den 25 juni genom ett fredsavtal mellan Buenos Aires (provins) och den resterande nationen. Statskuppen ledde till 3000 döda. Följderna blev mycket viktiga för Buenos Aires, då huvudstaden 'federaliserades', alltså separerades från Buenos Aires provins för att lyda direkt under staten. Efter federaliseringen installerades Roca som president av Argentina. Under Rocas mandatperiod röstades de så kallade 'laïcitélagarna' igenom, som nationaliserade flera funktioner som tidigare kontrollerats av kyrkan. Han skapade även ett födelse-, döds-, och äktenskapsregister, 'Registro Civil', samt gjorde förskolan gratis genom nationalisering av kyrkligt styrda skolor. Detta ledde till brutna förhållanden mellan Argentina och Vatikanen. Landet hade stor tillväxt under Rocas första mandatperiod, till stor del tack vare en storskalig europeisk immigration, järnvägskonstruktion och en stark export av jordbruksprodukter. I maj 1886 skedde ett mordförsök på Roca.

## Perioden mellan presidentskapen
Efter sitt första presidentskap gav Roca stöd till Juárez Celman som sin efterträdare. Celman var Rocas svåger, dock beslutade han att distansera sig från Roca. Efter finanskrisen som utlöstes av Barings Bank i november 1890, led Celmans regering ett kraftigt minskat förtroende, vilket delvis ledde till ett försök till statskupp av Leandro N. Alem och Bartolomé Mitre (Union Cívica). Roca deltog inte i statskuppen men var nöjd med Celmans försvagning som resulterade.
I perioden mellan sina två presidentskap var Roca i högsta grad fortsatt involverad politiskt. Han blev senator och senare inrikesminister under Carlos Pellegrini. Efter president Luis Sáenz Peña avgått i januari 1895 tog José Evaristo Uriburu över som president. Roca var då president över senaten. 1895 blev president Uriburu sjuk, vilket ledde till att Roca tog över presidentskapet mellan 28 oktober 1895 och 8 februari 1896.

## Andra presidentskapet
I mitten av 1897 fick Roca åter igen stöd av Partido Autonomista Nacional partiet för presidentskapet. Han hade ingen motkandidat i detta valet, och kunde därför åter igen installeras som president den 12 oktober 1898. Under Rocas andra mandatperiod kom Ley de Residencia, 'residents lagen' att röstas igenom, vilket gjorde det möjligt att utvisa vissa argentinska fackföreningsledare som var anarkister eller socialister och som ansågs vara farliga för landet. Värnplikt introducerades även 1901 och gränskonflikten med Chile löstes 1902. Samma år formulerade Rocas utrikesminister Luis Drago Dragodoktrinen' till USA som förbjöd utländska makter från att indriva statsskulder från självständiga latinamerikanska stater genom militärkraft eller ockupation av territorium. Doktrinen var ett försök till att adressera brister i Monroedoktrinen' och europeiska staters kolonialmakt. Argentinas utländska statsskuld växte under denna perioden och den ekonomiska tillväxten fortsatte. Dock hade Roca svårt att fortsätta dominera den Argentinska politiken som han tidigare gjort, och kunde ej utse en efterträdare till presidentskapet. Hans andra presidentskap avslutades 1904 och ansågs inte lika lyckat som hans första.

## Perioden efter det andra presidentskapet

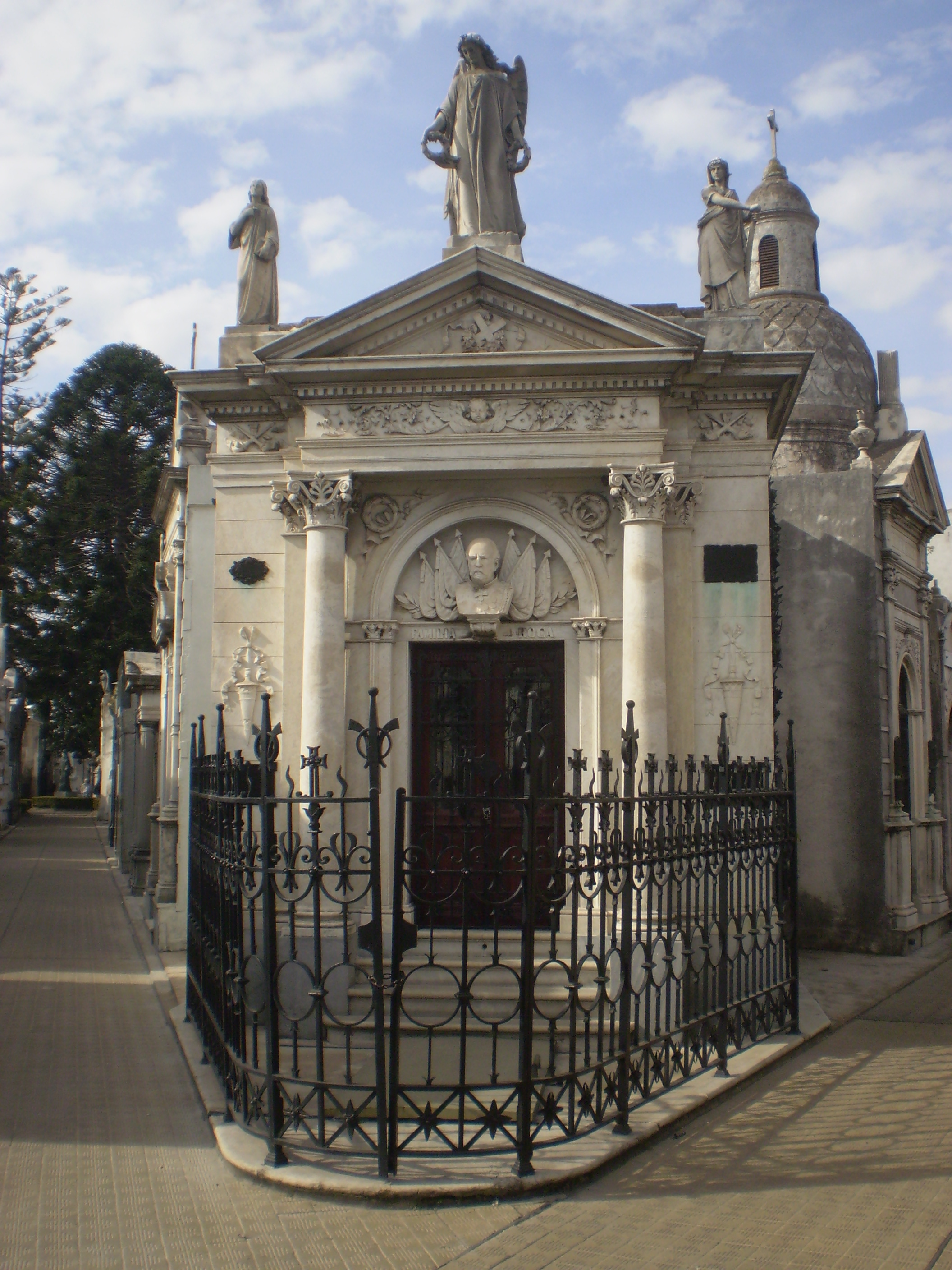
Julio Argentino Rocas mausoleum på La Recoleta kyrkogården i Buenos Aires.

1912 blev Roca utnämnd till honorär ambassadör till Brasilien av president Roque Sáenz Peña. Roca återvände till Argentina 1914 och dog kort därefter i Buenos Aires den 19 oktober 1914. Han begravdes på Cementerio de La Recoleta i Buenos Aires.Rocas son, Julio Argentino Roca, Jr. hade också en viktig politisk karriär och var vicepresident i Argentina mellan 1932 och 1938.

## Eftermäle
Roca anses vara en av de främsta stadsmän som under slutet av 1800-talet och början på 1900-talet utformade det moderna Argentina. Det finns därför en rad städer, sjöar, gator, torg, monument, skolor och järnvägslinjer som namngets efter Roca. Till exempel staden General Roca i Rio Negro provinsen, staden Presidencia Roca i Chaco provinsen, staden Presidente Roca i Santa Fe provinsen, och General Roca kommunen i Córdoba provinsen. I Buenos Aires finns en stor genomfart som fått sitt namn efter Roca där det även finns en staty av Roca till häst som uppfördes 1941.
Under 2000-talet har Rocas arv fått större kritik, framförallt rörande Argentinas erövring av öknen  Vissa grupper anser att det som skedde var folkmord på indianstammarna.

## Böcker
- General Julio A. Roca and his campaigns in the Pampa, 1878-1879, by Robert Carter Burns (1960).
- Carlos Pellegrini and the Crisis of the Argentine Elites, 1880-1916, by Douglas W. Richmond (1989).
- Soy Roca, by Félix Luna (1989).